# Середньо-Тихоокеанські гори

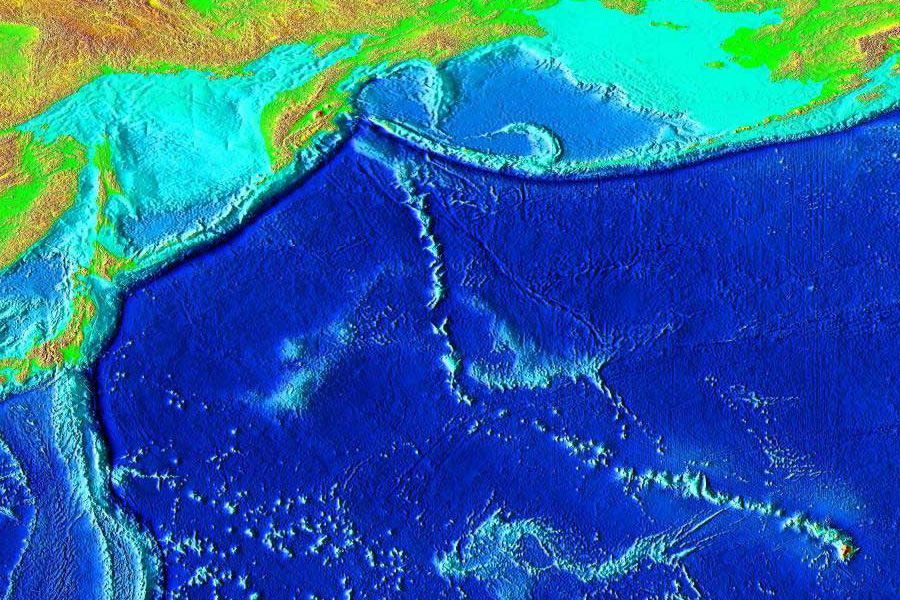
Середньо-Тихоокеанські гори

Середньо-Тихоокеанські гори ((англ.)The Mid-Pacific Mountains (MPM)) — велике океанічне плато, розташоване в центральній частині північної частини Тихого океану або на південь від ланцюга Гавайсько-Імператорських підводних гір. Маючи вулканічне походження та мезозойський вік, воно розташоване на найдавнішій частині Тихоокеанської плити та підноситься до 2 км (1,2 милі) (Підняття Дарвіна) над навколишнім океанським дном і вкрите кількома шарами товстих осадових послідовностей, які відрізняються від інших плато в північній частині Тихого океану.
Близько 50 підводних гір розподілені по MPM. Деякі з найвищих точок хребта знаходяться над рівнем моря, включаючи острів Вейк і острів Марка.